# Trindade (samhälle)
Trindade är ett samhälle i Brasilien.   Det ligger i kommunen Florianópolis och delstaten Santa Catarina, i den södra delen av landet, 1 300 km söder om huvudstaden Brasília. Trindade ligger 20 meter över havet och antalet invånare är 15 100. Det ligger på ön Ilha de Santa Catarina.
Terrängen runt Trindade är kuperad österut, men åt sydväst är den platt. Havet är nära Trindade åt nordväst. Trakten är tätbefolkad. Närmaste större samhälle är Florianópolis, 2,8 km väster om Trindade.
I omgivningarna runt Trindade växer i huvudsak städsegrön lövskog.